# 三浦氏
三浦氏，是日本平安時代相模國三浦莊（今神奈川縣横須賀市內）的武家，出自平氏，一般以三浦黨稱之。
他們在三浦半島有很大影嚮力，並曾支持源賴朝建立鐮倉幕府。但在1247年寶治合戰被北条時賴消滅，而三浦氏支系仍於當地生存，直到16世紀被北条早雲消滅。
現在猪苗代氏、北田氏、藤倉氏、蘆名氏、新宮氏、加納氏等也是三浦氏分支。